# Filfila
Filfila, (En arabe : فلفلة), est une commune algérienne située dans la Wilaya de Skikda, en Algérie.

## Géographie
La commune de Filfila se situe sur la côte algérienne en Afrique du Nord.